# Cupra (marque)
Pour les articles homonymes, voir Cupra.
Cupra est un constructeur automobile espagnol, fondé le 31 janvier 2018 et basé à Martorell en Espagne. Cupra était auparavant la division sportive du constructeur automobile Seat jusqu'en 2018. Elle appartient au groupe allemand Volkswagen avec Seat.

## Préambule
Au Mondial de l'automobile de Paris 1996, le constructeur automobile Seat présente sa division sportive Cupra. La Seat Ibiza est la première de la gamme à recevoir une version estampillée Cupra, équipée de la motorisation de la Volkswagen Golf GTi, le quatre cylindres 2.0 litres 16V de 150 ch, ainsi que des appendices de carrosserie et des packs d'équipements spécifiques. En 1999, au Salon international de l'automobile de Genève, Seat présente son concept-car Toledo Cupra V6, qui ne se concrétisera pas en série. À l'occasion du Salon international de l'automobile de Barcelone 2001, c'est au tour de la Seat León de recevoir une version badgée Cupra avec la León Cupra 280. Celle-ci va battre le record du tour sur le circuit du Nürburgring dans la catégorie traction en 2014. Elle est suivie en 2017 d'une version encore plus puissante, la León Cupra R de 300 ch présentée au Salon de Francfort 2017. Trois générations de l'Ibiza ont reçu une version Cupra entre 1996 et 2017.

## Historique
Seat annonce au Salon de l'Automobile de Francfort 2017 que sa division sportive va prendre de l'importance et se développer. La marque est officiellement présentée le 22 février 2018, à l'instar des divisions sportives Polestar pour Volvo, ou AMG pour Mercedes-Benz, ou DS Automobiles pour Citroën qui ont pris leur indépendance.
À terme, la nouvelle marque disposera de points de vente réservés uniquement pour sa gamme.
La nouvelle marque prend aussi le contrôle de l'ensemble de la division sport automobile et course automobile du constructeur espagnol, qui était jusqu'ici gérée par Seat Sport.
En janvier 2019, Wayne Griffiths, ancien vice-président chargé des ventes et du marketing de Seat, devient président de Cupra.
Au Salon de Francfort 2019, Cupra présente un concept-car préfigurant la Cupra León.

### Chiffres de vente
En 2022, le constructeur augmente ses ventes de 92 % par rapport à l’année précédente tandis que sa maison mère Seat voit ses ventes s’effondrer de 40 %. Le constructeur qui est devenu une marque à part entière en 2018 produit 3 fois plus de modèles que son concurrent direct DS Automobiles devenu une marque en 2011.
| Année | Ventes mondiales du constructeur Cupra | Ventes mondiales du constructeur Cupra | Ventes mondiales du constructeur Cupra | Ventes mondiales du constructeur Cupra | Ventes mondiales du constructeur Cupra | Ventes mondiales du constructeur Cupra | Ventes mondiales du constructeur Cupra | Ventes mondiales du constructeur Cupra | Ventes mondiales du constructeur Cupra | Ventes mondiales du constructeur Cupra | Ventes mondiales du constructeur Cupra | Ventes mondiales du constructeur Cupra | Ventes mondiales du constructeur Cupra | Ventes mondiales du constructeur Cupra | Ventes mondiales du constructeur Cupra | Ventes mondiales du constructeur Cupra | Ventes mondiales du constructeur Cupra | Ventes mondiales du constructeur Cupra | Ventes mondiales du constructeur Cupra | Ventes mondiales du constructeur Cupra | Ventes mondiales du constructeur Cupra | Ventes mondiales du constructeur Cupra | Ventes mondiales du constructeur Cupra | Ventes mondiales du constructeur Cupra | Ventes mondiales du constructeur Cupra | Ventes mondiales du constructeur Cupra | Ventes mondiales du constructeur Cupra | Ventes mondiales du constructeur Cupra | Ventes mondiales du constructeur Cupra | Ventes mondiales du constructeur Cupra | Ventes mondiales du constructeur Cupra | Ventes mondiales du constructeur Cupra | Ventes mondiales du constructeur Cupra | Ventes mondiales du constructeur Cupra | Ventes mondiales du constructeur Cupra | Ventes mondiales du constructeur Cupra | Ventes mondiales du constructeur Cupra | Ventes mondiales du constructeur Cupra | Ventes mondiales du constructeur Cupra | Ventes mondiales du constructeur Cupra | Ventes mondiales du constructeur Cupra | Ventes mondiales du constructeur Cupra | Ventes mondiales du constructeur Cupra | Ventes mondiales du constructeur Cupra | Ventes mondiales du constructeur Cupra | Ventes mondiales du constructeur Cupra | Ventes mondiales du constructeur Cupra | Ventes mondiales du constructeur Cupra | Ventes mondiales du constructeur Cupra | Ventes mondiales du constructeur Cupra | Ventes mondiales du constructeur Cupra | Ventes mondiales du constructeur Cupra | Ventes mondiales du constructeur Cupra |
| ----- | -------------------------------------- | -------------------------------------- | -------------------------------------- | -------------------------------------- | -------------------------------------- | -------------------------------------- | -------------------------------------- | -------------------------------------- | -------------------------------------- | -------------------------------------- | -------------------------------------- | -------------------------------------- | -------------------------------------- | -------------------------------------- | -------------------------------------- | -------------------------------------- | -------------------------------------- | -------------------------------------- | -------------------------------------- | -------------------------------------- | -------------------------------------- | -------------------------------------- | -------------------------------------- | -------------------------------------- | -------------------------------------- | -------------------------------------- | -------------------------------------- | -------------------------------------- | -------------------------------------- | -------------------------------------- | -------------------------------------- | -------------------------------------- | -------------------------------------- | -------------------------------------- | -------------------------------------- | -------------------------------------- | -------------------------------------- | -------------------------------------- | -------------------------------------- | -------------------------------------- | -------------------------------------- | -------------------------------------- | -------------------------------------- | -------------------------------------- | -------------------------------------- | -------------------------------------- | -------------------------------------- | -------------------------------------- | -------------------------------------- | -------------------------------------- | -------------------------------------- | -------------------------------------- | -------------------------------------- |
| Année |                                        |                                        |                                        |                                        | 20 000                                 |                                        |                                        |                                        | 40 000                                 |                                        |                                        |                                        | 60 000                                 |                                        |                                        |                                        | 80 000                                 |                                        |                                        |                                        | 100 000                                |                                        |                                        |                                        | 120 000                                |                                        |                                        |                                        | 140 000                                |                                        |                                        |                                        | 160 000                                |                                        |                                        |                                        | 180 000                                |                                        |                                        |                                        | 200 000                                |                                        |                                        |                                        | 220 000                                |                                        |                                        |                                        | 240 000                                |                                        |                                        |                                        | 260 000                                |
| 2019  | 24 700                                 | 24 700                                 | 24 700                                 | 24 700                                 | 24 700                                 |                                        |                                        |                                        |                                        |                                        |                                        |                                        |                                        |                                        |                                        |                                        |                                        |                                        |                                        |                                        |                                        |                                        |                                        |                                        |                                        |                                        |                                        |                                        |                                        |                                        |                                        |                                        |                                        |                                        |                                        |                                        |                                        |                                        |                                        |                                        |                                        |                                        |                                        |                                        |                                        |                                        |                                        |                                        |                                        |                                        |                                        |                                        |                                        |
| 2020  | 27 400                                 | 27 400                                 | 27 400                                 | 27 400                                 | 27 400                                 |                                        |                                        |                                        |                                        |                                        |                                        |                                        |                                        |                                        |                                        |                                        |                                        |                                        |                                        |                                        |                                        |                                        |                                        |                                        |                                        |                                        |                                        |                                        |                                        |                                        |                                        |                                        |                                        |                                        |                                        |                                        |                                        |                                        |                                        |                                        |                                        |                                        |                                        |                                        |                                        |                                        |                                        |                                        |                                        |                                        |                                        |                                        |                                        |
| 2021  | 79 300                                 | 79 300                                 | 79 300                                 | 79 300                                 | 79 300                                 | 79 300                                 | 79 300                                 | 79 300                                 | 79 300                                 | 79 300                                 | 79 300                                 | 79 300                                 | 79 300                                 | 79 300                                 | 79 300                                 | 79 300                                 |                                        |                                        |                                        |                                        |                                        |                                        |                                        |                                        |                                        |                                        |                                        |                                        |                                        |                                        |                                        |                                        |                                        |                                        |                                        |                                        |                                        |                                        |                                        |                                        |                                        |                                        |                                        |                                        |                                        |                                        |                                        |                                        |                                        |                                        |                                        |                                        |                                        |
| 2022  | 152 900                                | 152 900                                | 152 900                                | 152 900                                | 152 900                                | 152 900                                | 152 900                                | 152 900                                | 152 900                                | 152 900                                | 152 900                                | 152 900                                | 152 900                                | 152 900                                | 152 900                                | 152 900                                | 152 900                                | 152 900                                | 152 900                                | 152 900                                | 152 900                                | 152 900                                | 152 900                                | 152 900                                | 152 900                                | 152 900                                | 152 900                                | 152 900                                | 152 900                                | 152 900                                | 152 900                                |                                        |                                        |                                        |                                        |                                        |                                        |                                        |                                        |                                        |                                        |                                        |                                        |                                        |                                        |                                        |                                        |                                        |                                        |                                        |                                        |                                        |                                        |
| 2023  | 230 700                                | 230 700                                | 230 700                                | 230 700                                | 230 700                                | 230 700                                | 230 700                                | 230 700                                | 230 700                                | 230 700                                | 230 700                                | 230 700                                | 230 700                                | 230 700                                | 230 700                                | 230 700                                | 230 700                                | 230 700                                | 230 700                                | 230 700                                | 230 700                                | 230 700                                | 230 700                                | 230 700                                | 230 700                                | 230 700                                | 230 700                                | 230 700                                | 230 700                                | 230 700                                | 230 700                                | 230 700                                | 230 700                                | 230 700                                | 230 700                                | 230 700                                | 230 700                                | 230 700                                | 230 700                                | 230 700                                | 230 700                                | 230 700                                | 230 700                                | 230 700                                | 230 700                                | 230 700                                | 230 700                                |                                        |                                        |                                        |                                        |                                        |                                        |

## Modèles
Le premier modèle de la marque est l'Ateca, présentée au Salon international de l'automobile de Genève 2018 et commercialisée à la fin de l'été 2018. À ses côtés, Cupra présente la Cupra León R ST, version break de la León, ainsi qu'un concept de la future Cupra Ibiza. L'ensemble est accompagné de la voiture de compétition de la nouvelle marque : la León TCR. La Formentor rejoint la gamme en 2020, puis Cupra lance son premier modèle électrique, la Born, en 2021.

### Cupra Ateca

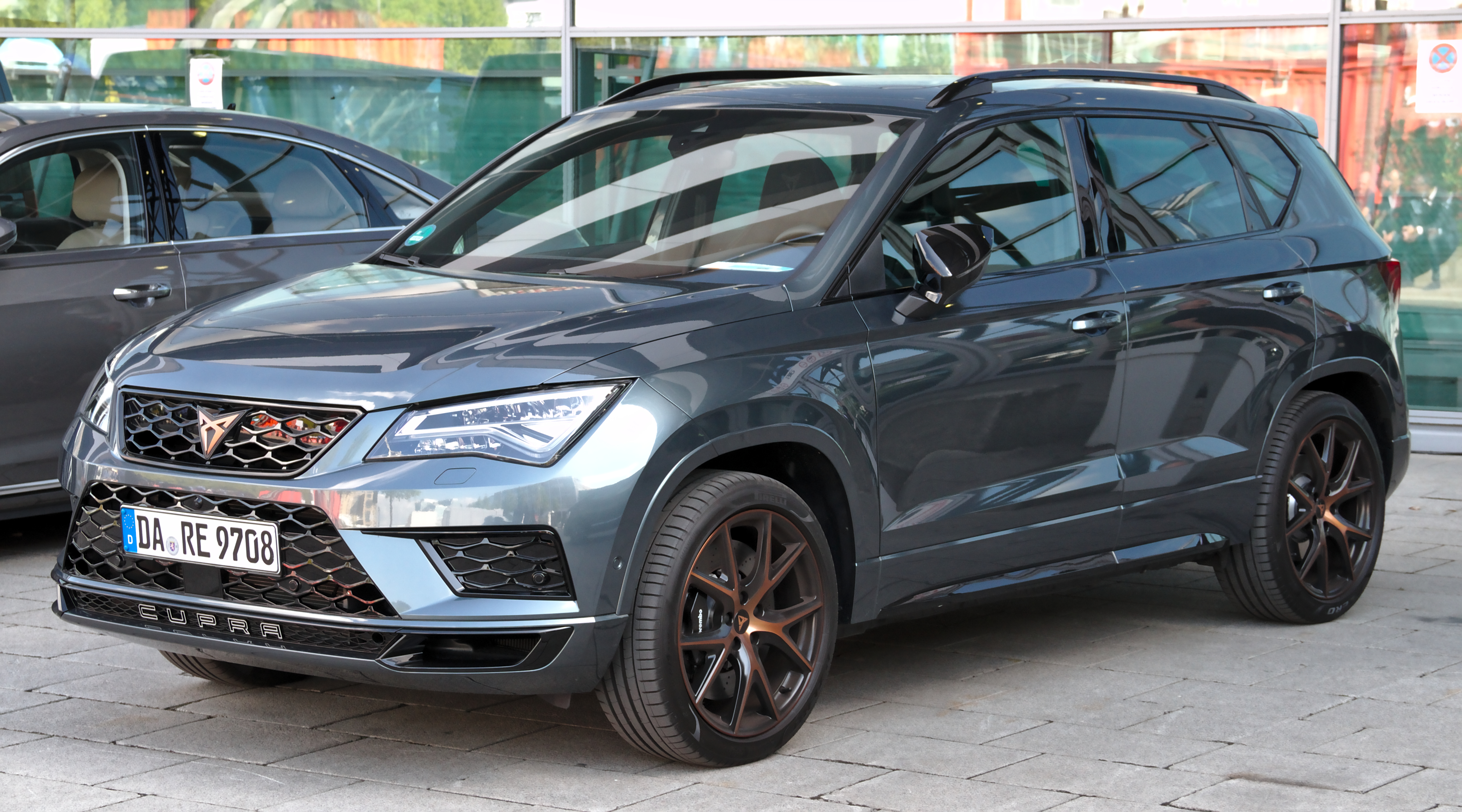
Cupra Ateca.

La Cupra Ateca est le premier modèle du nouveau constructeur automobile. L'Ateca est un SUV qui repose sur la plateforme modulaire MQB (Modularer Querbaukasten) du Groupe Volkswagen, qu'il partage avec les Volkswagen Tiguan, Škoda Karoq, Audi Q3 et son jumeau le Seat Ateca.

### Cupra Formentor
À l'occasion du premier anniversaire de la marque, le 22 février 2019, Cupra présente un concept-car de SUV préfigurant une version de série de la Cupra Formentor commercialisé en 2020. La Formentor, qui est le second modèle de Cupra et le premier inédit pour la marque développé en interne, est un SUV coupé concurrent du BMW X4.

Cupra Formentor
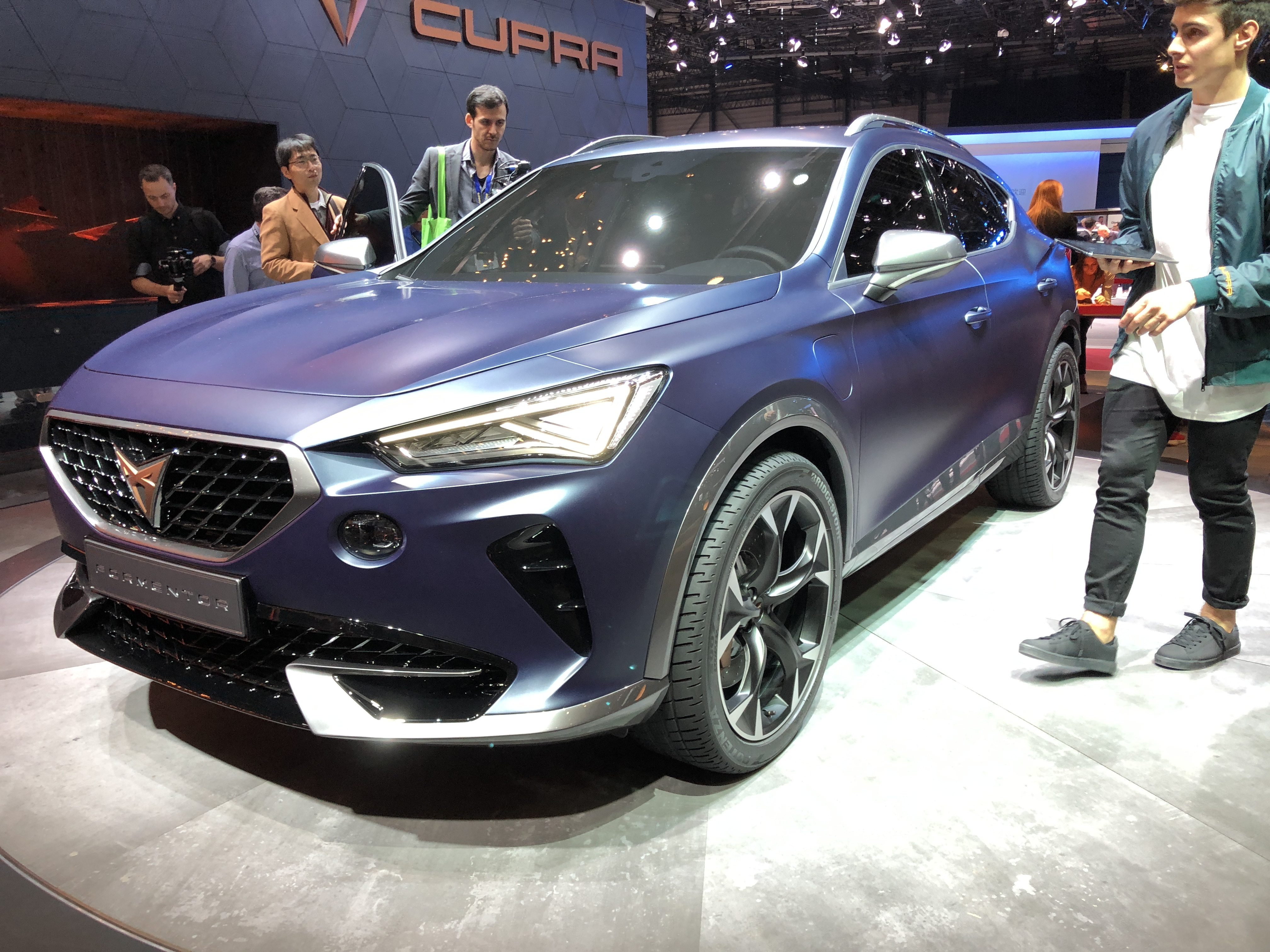
Vue de l'avant gauche.
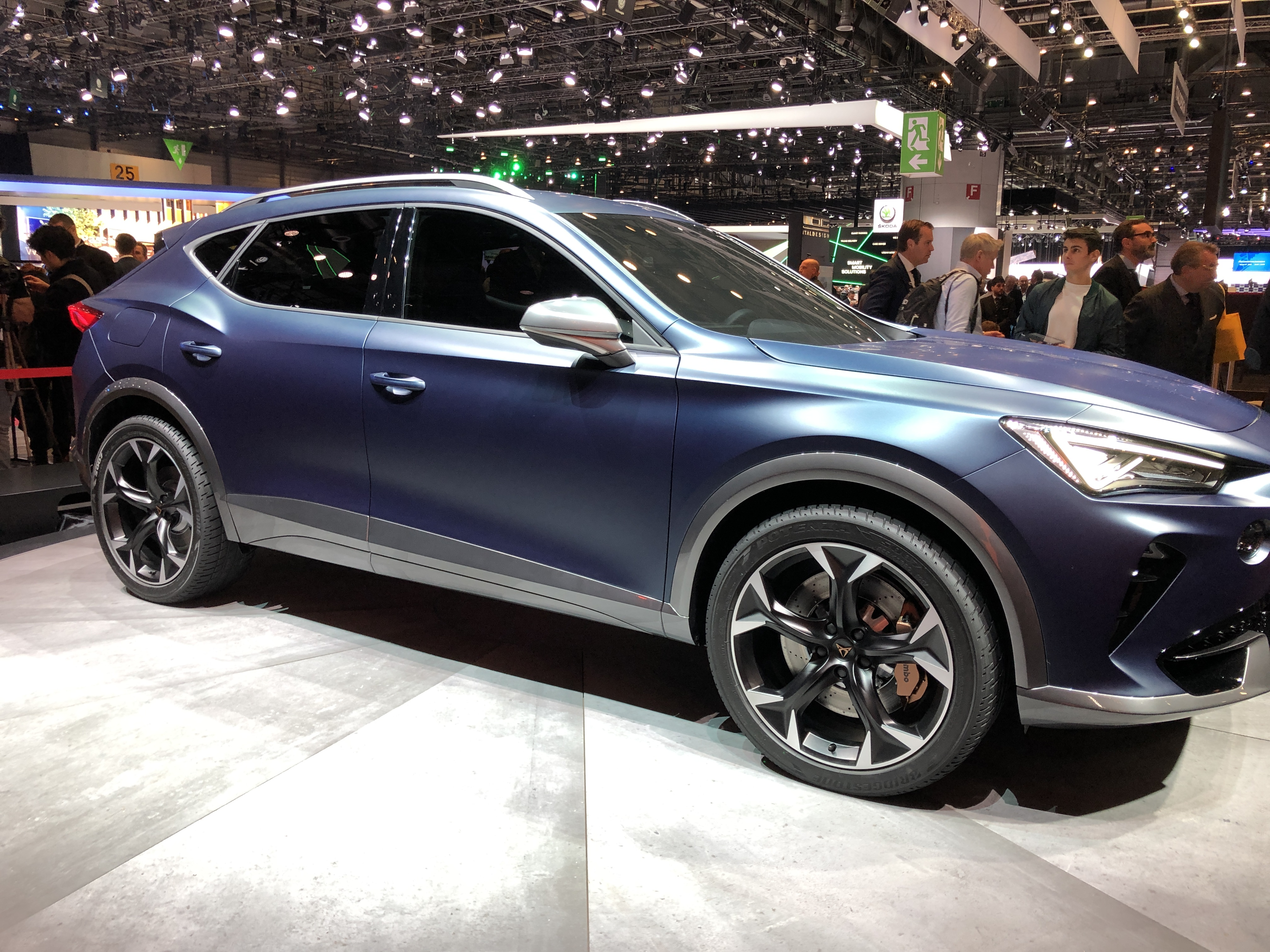
Vue du profil droit.
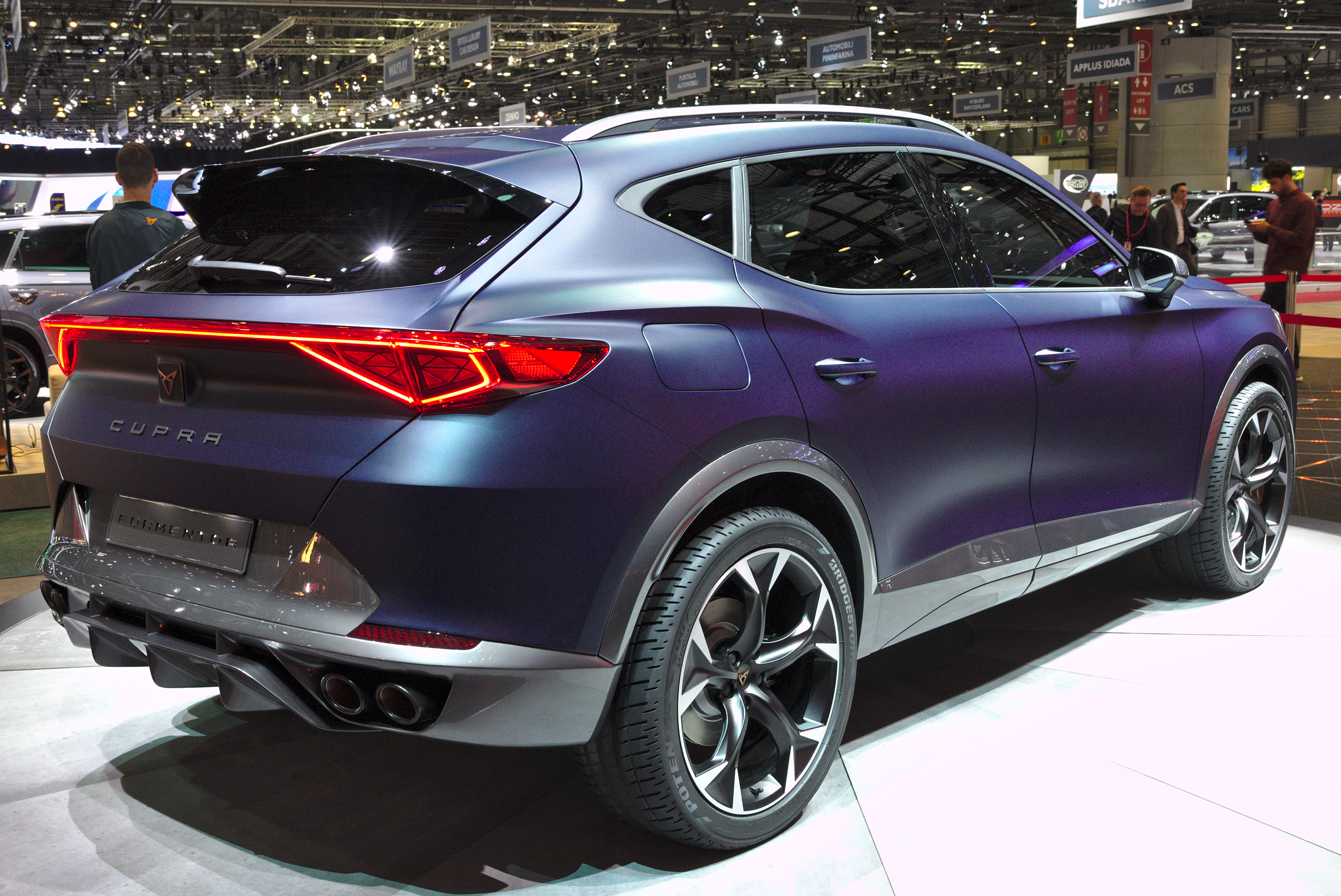
Vue de l'arrière droite.
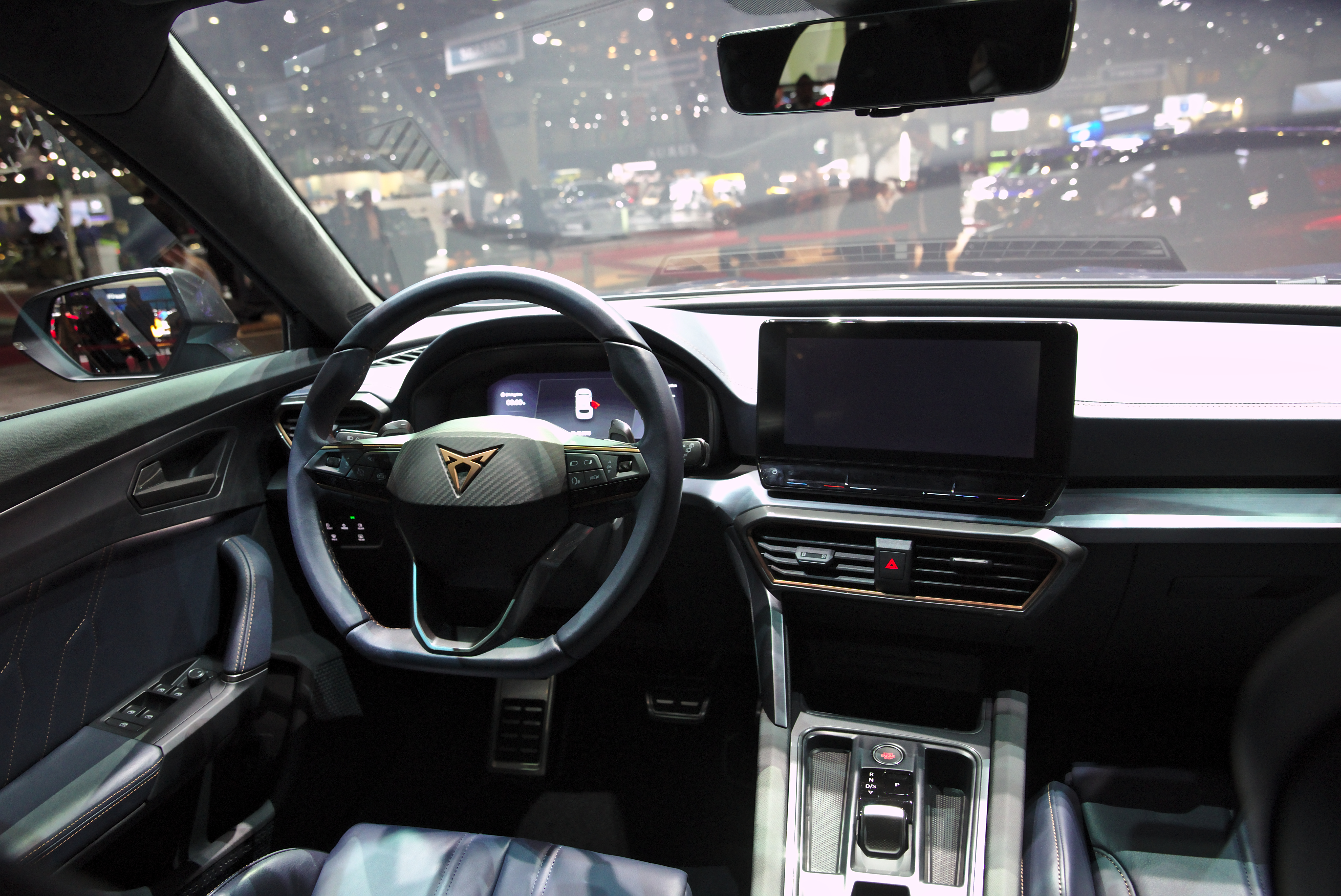
Vue de l'intérieur.

### Cupra León

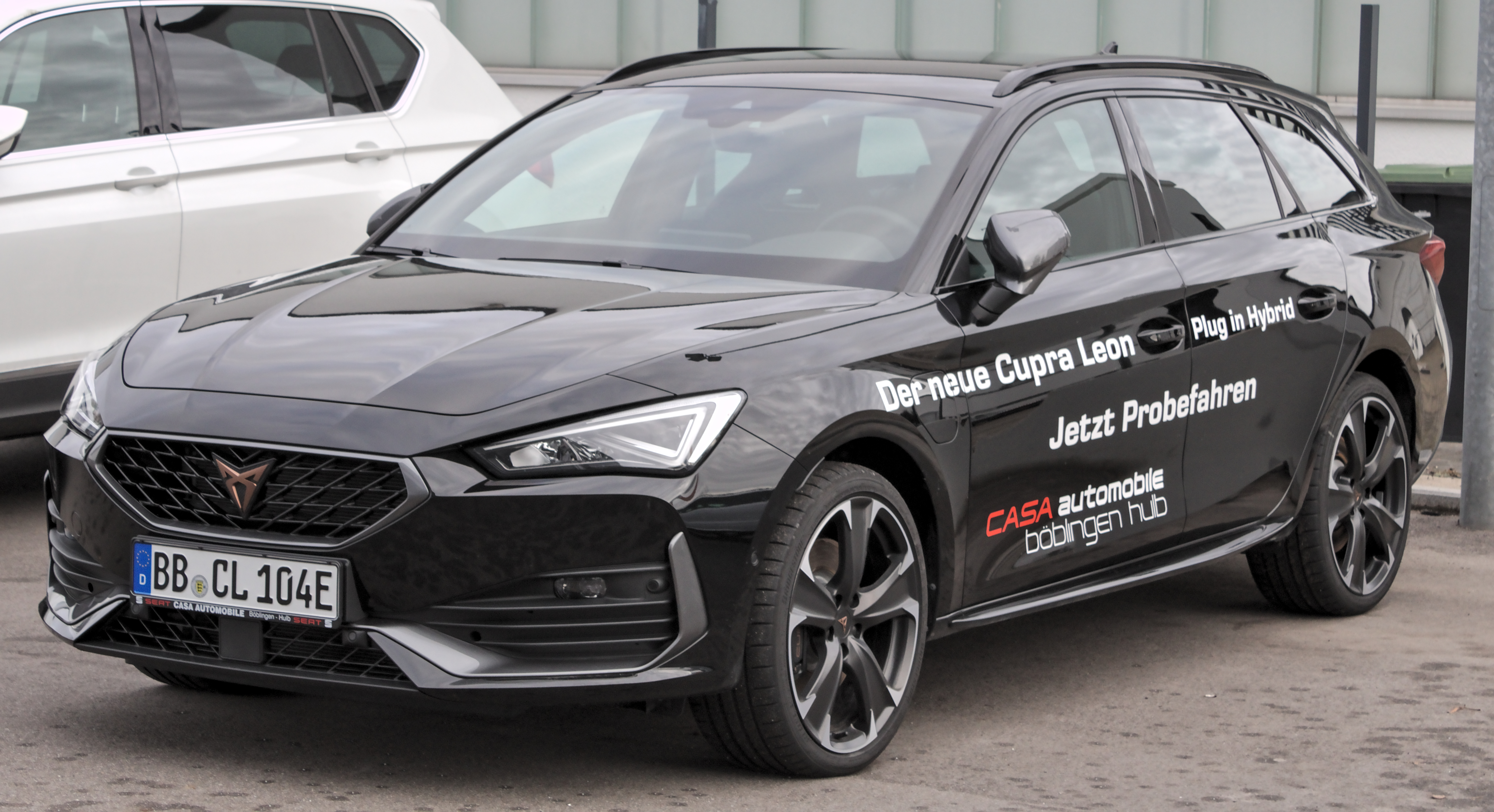
Cupra Leon ST.

La Cupra León est dévoilée le 20 février 2020 et devait faire sa première apparition publique au Salon international de l'automobile de Genève 2020, mais celui-ci a été annulé à cause de l'épidémie de coronavirus COVID-19.

### Cupra Born
La Cupra Born est dévoilée le 25 mai 2021. Ce modèle électrique avait été présenté sous forme de concept, mais sous la marque Seat, lors du salon international de l'automobile de Genève 2019. Elle est issue de la Volkswagen ID.3

Concept Seat el-Born (2019)
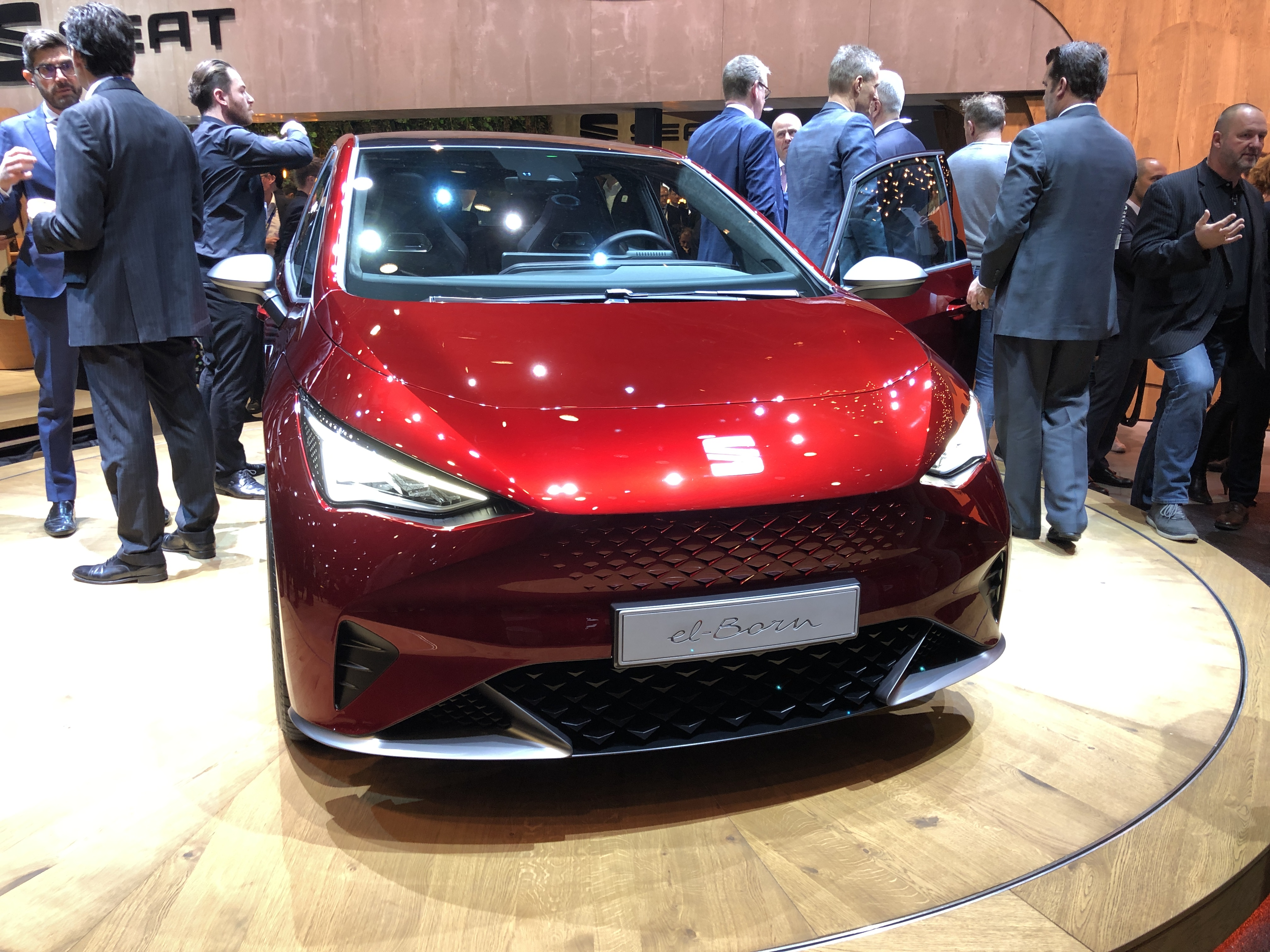
Vue de l'avant.
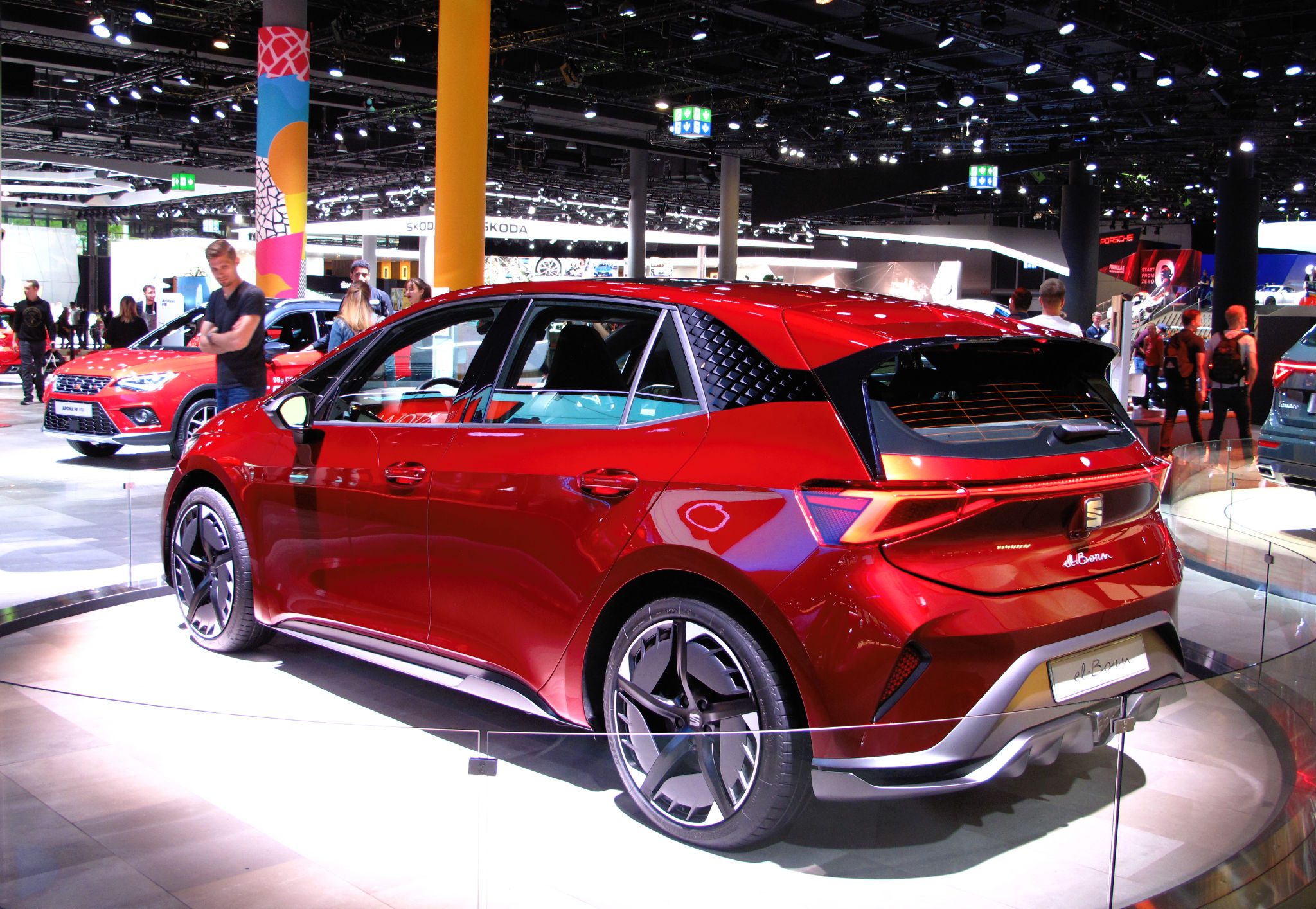
Vue de l'arrière gauche.
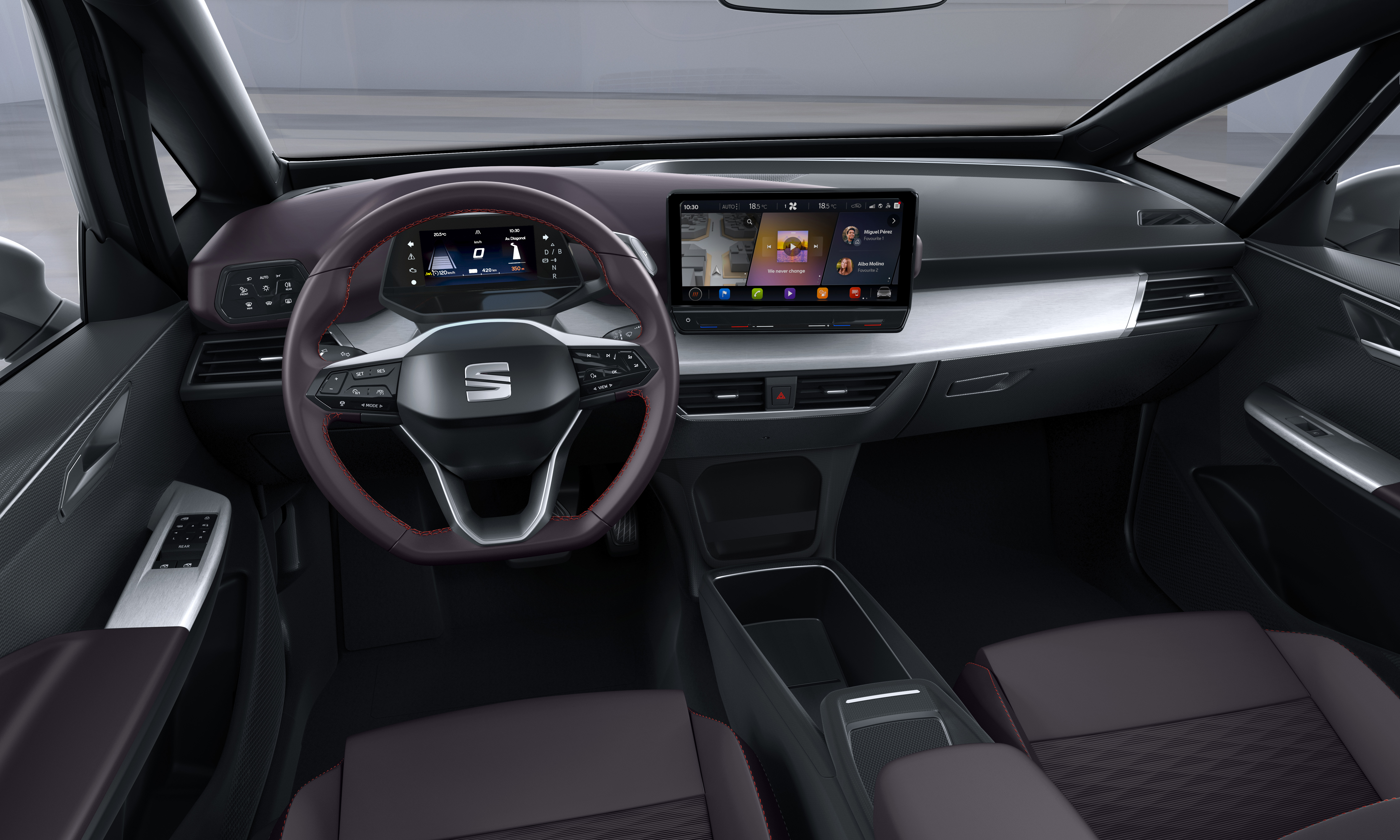
Vue de l'intérieur.

### Cupra Terramar

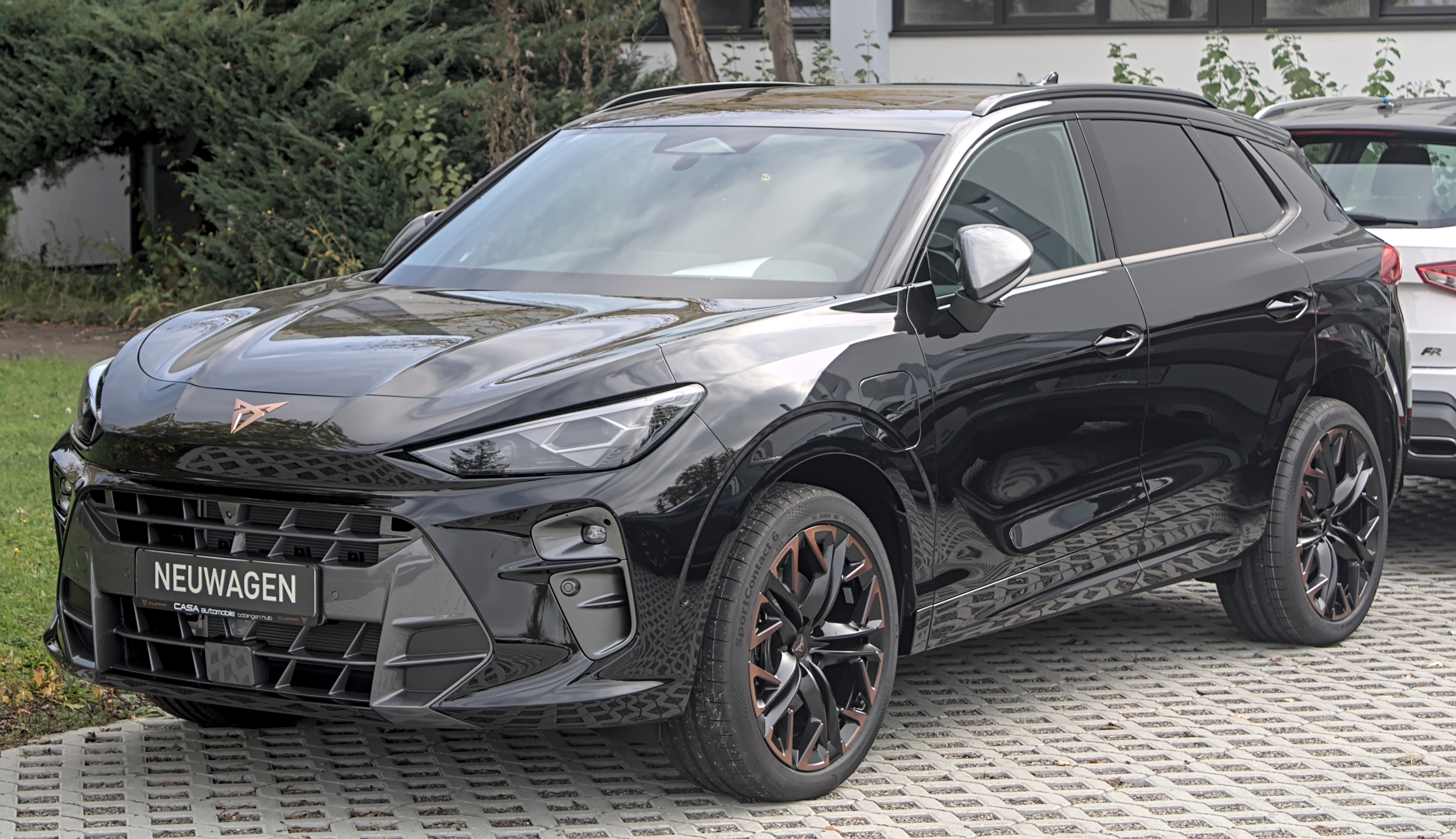
Cupra Terramar.

La Terramar est un SUV compact, basé sur l'Audi Q3, présentée en 2024.

### Cupra Raval
La Raval est une berline compacte électrique, basée sur la Volkswagen Golf de neuvième génération, produite à partir de 2025.

## Compétition

### Cupra TCR
La Cupra TCR est la version compétition du constructeur engagée dans le championnat TCR. Elle est motorisée par un quatre cylindres 2.0 TSI turbocompressé de 350 ch et 420 N m de couple.

### Cupra León Competición TCR
Début janvier 2020, Cupra présente la nouvelle génération de Cupra de compétition : la Cupra León Competición TCR. Celle-ci est basée sur la nouvelle Seat León IV qui n'est pas encore dévoilée. Elle est motorisée avec le même quatre cylindres 2.0 TSI turbocompressé que l'ancienne Cupra TCR avec quelques chevaux de plus.

## Concept cars

### Cupra Ibiza concept (2018)
La Cupra Ibiza est présentée sous forme de concept-car au salon international de l'automobile de Genève 2018.

### Cupra e-Racer concept (2018)

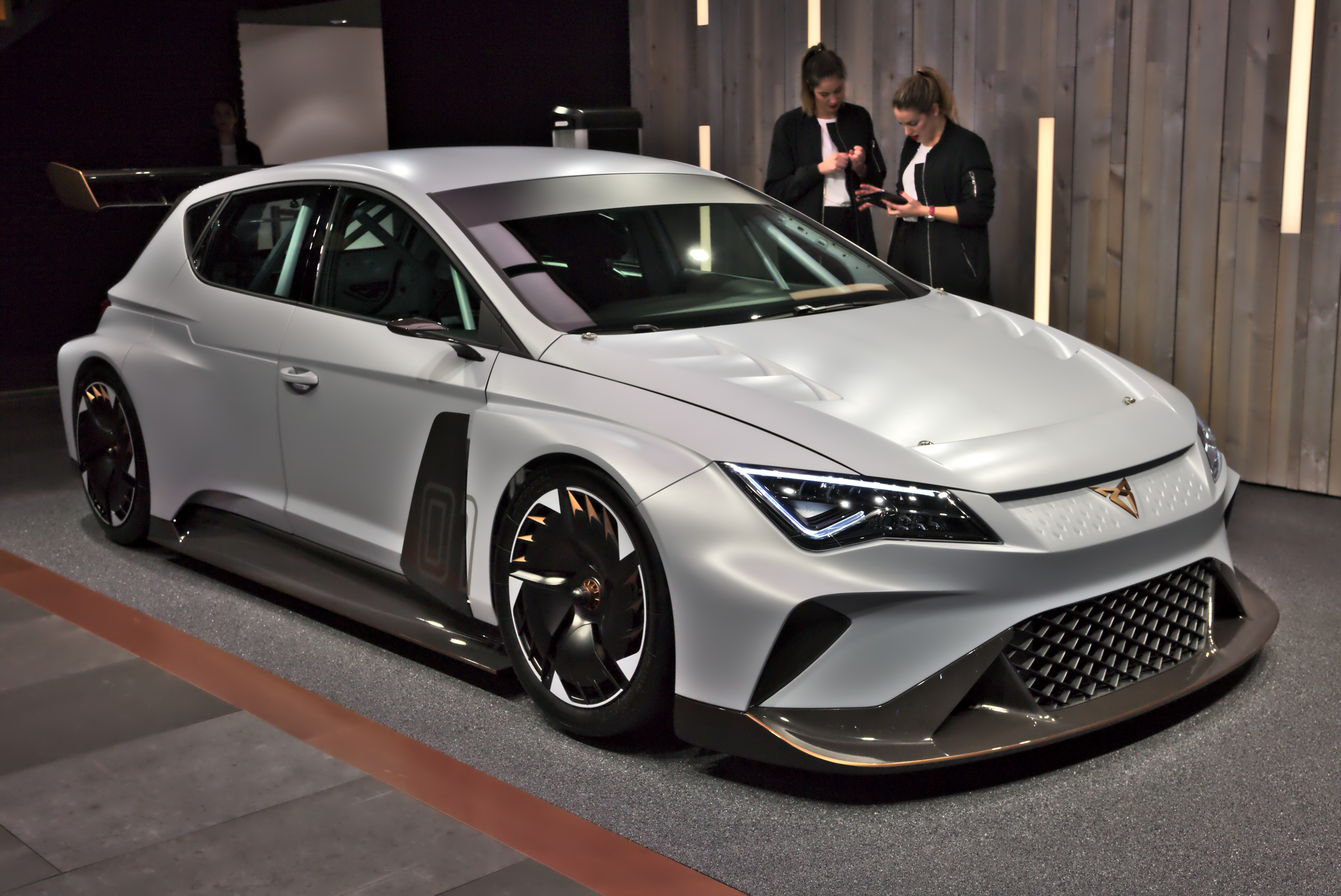
Cupra e-Racer concept.

Cupra présente la Cupra e-Racer Concept au salon international de l'automobile de Genève 2018.

### Cupra Formentor concept (2019)

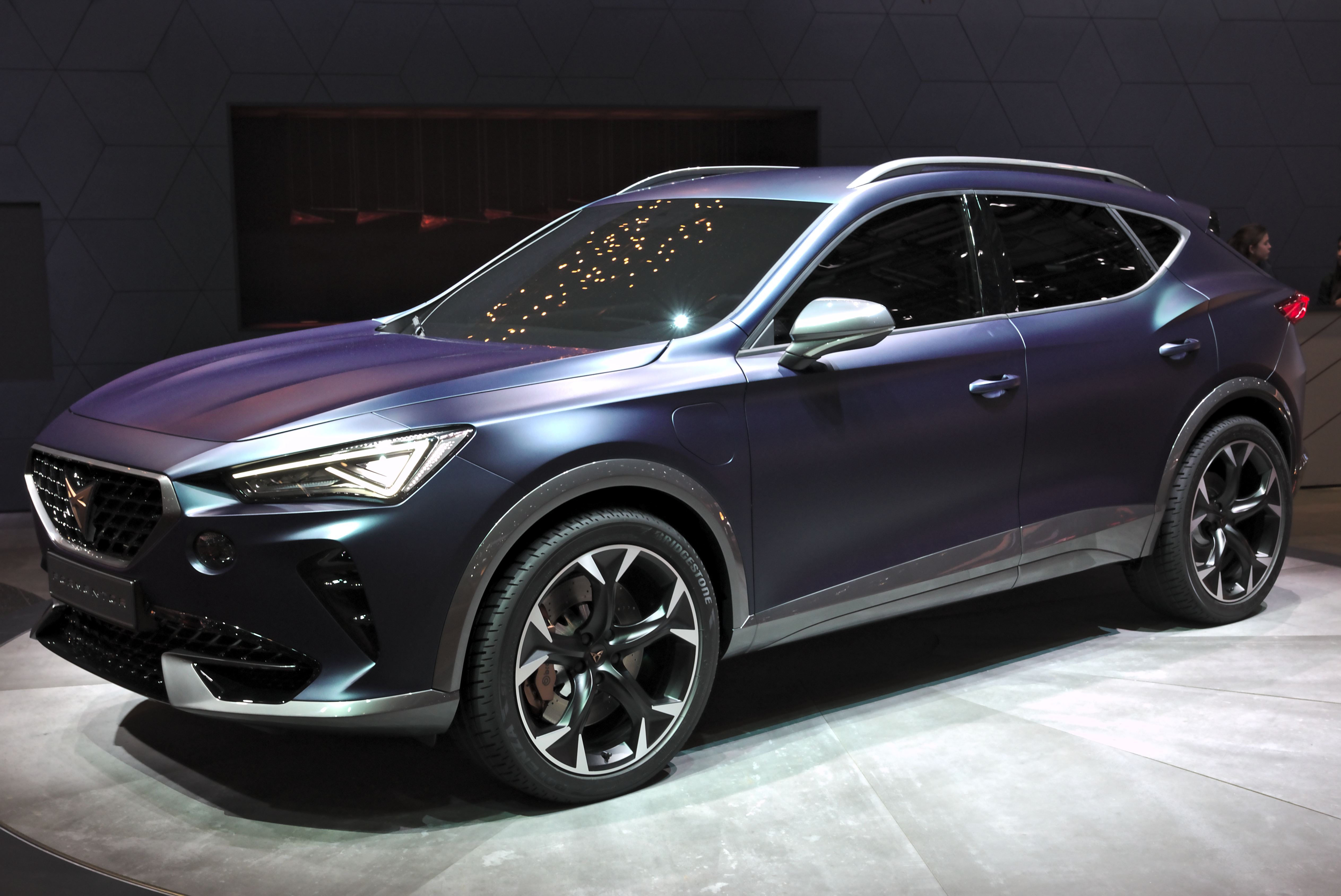
Cupra Formentor concept.

Au Salon international de l'automobile de Genève 2019, Cupra présente un concept de SUV sportif : le Cupra Formentor concept. Celui-ci reçoit une motorisation hybride rechargeable de 245 ch composée d'un moteur thermique 4-cylindres 1.5 TSI de 150 ch associé à un électromoteur de 75 kW (102 ch), et accouplé à la boîte de vitesses DSG à double embrayage du Groupe Volkswagen.

### Cupra Tavascan Concept (2019)

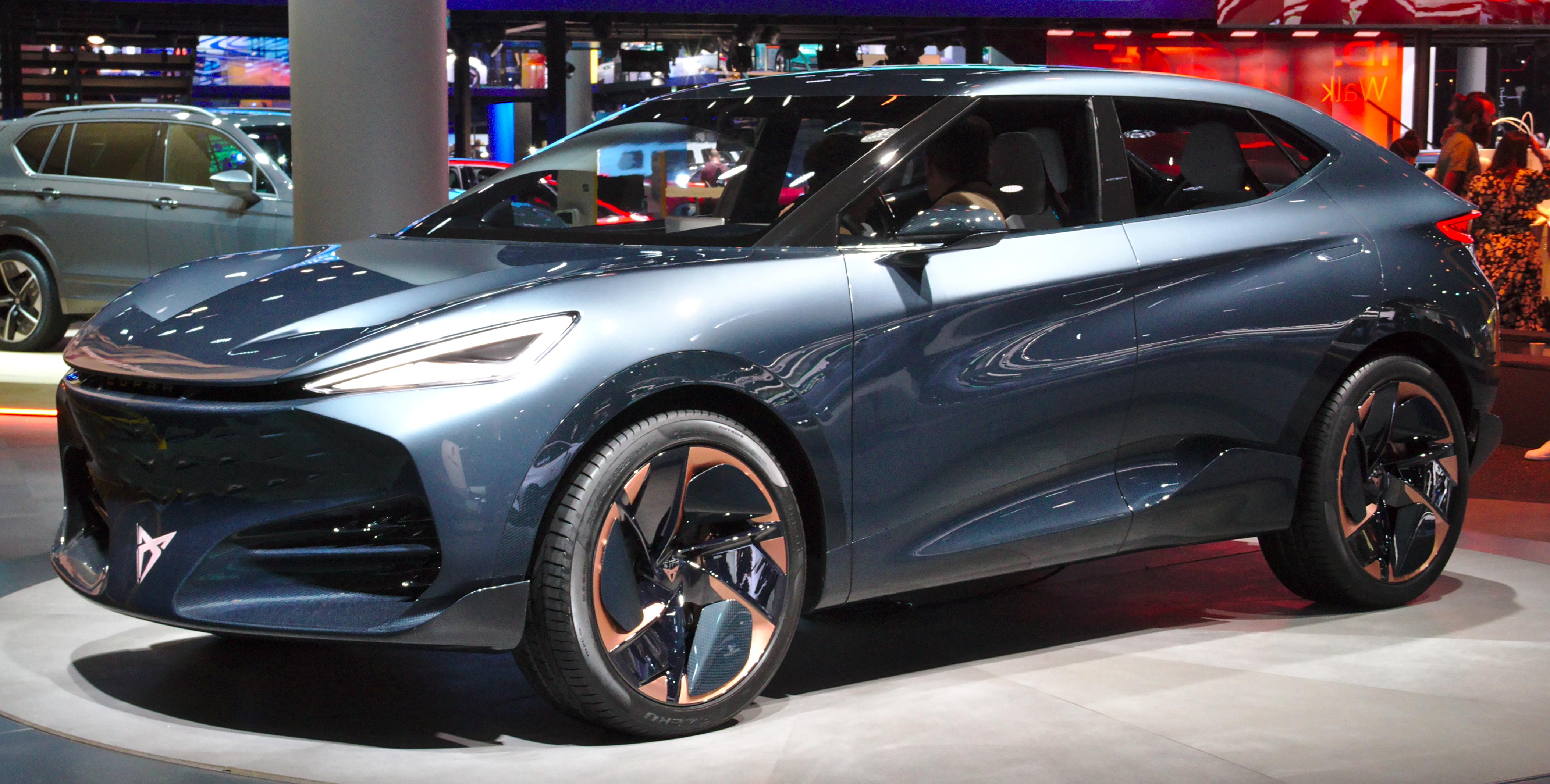
Cupra Tavascan concept.

Cupra présente au salon de Francfort 2019 le Tavascan Concept, un SUV coupé électrique. Son nom fait référence à un village espagnol de la province de Lleida. Le concept car est équipé de deux moteurs électriques, placés sur les essieux, lui octroyant une transmission intégrale et une puissance  cumulée de 225 kW (306 ch).

### Cupra UrbanRebel (2021)

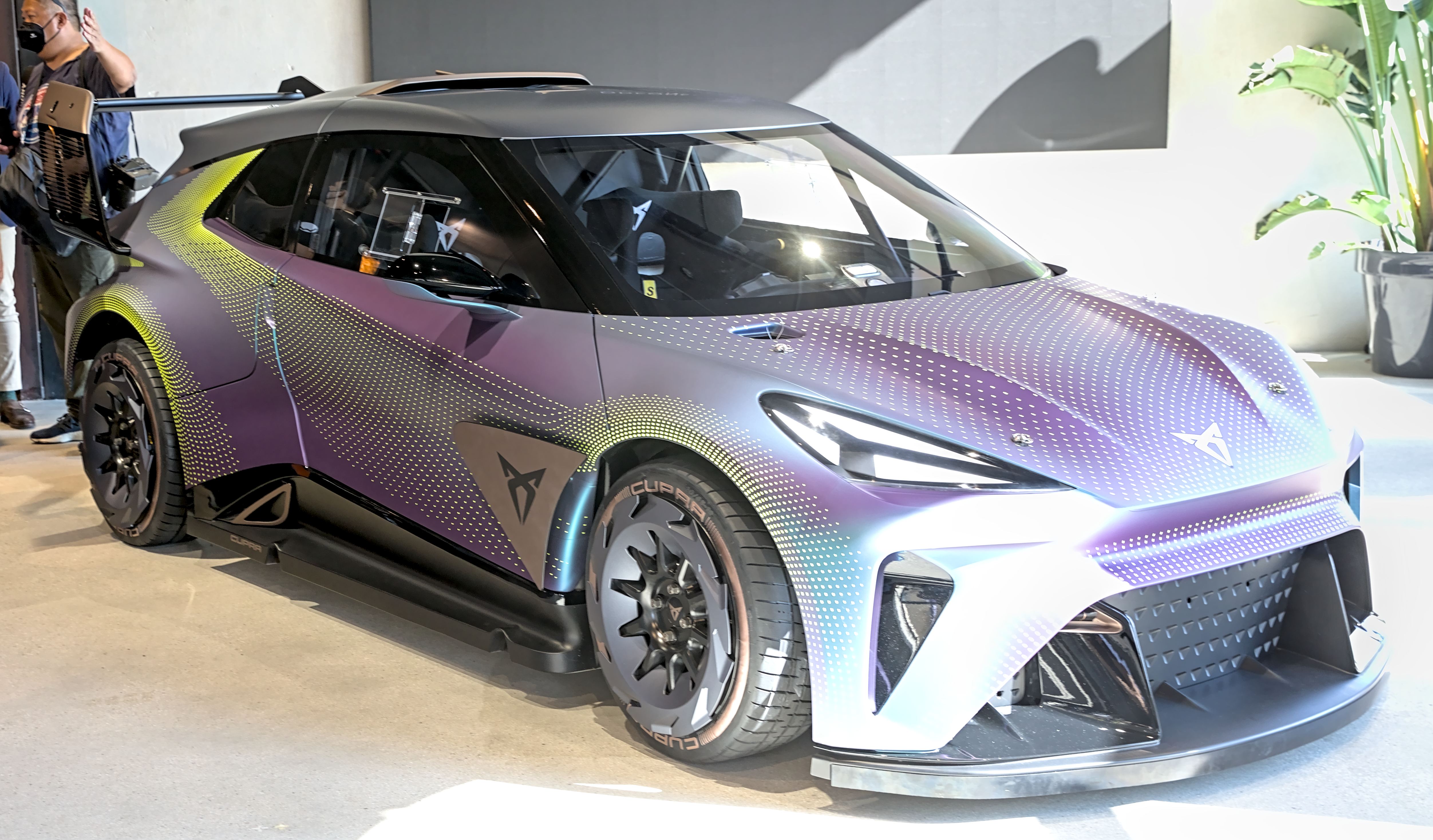
Cupra UrbanRebel concept.

Le concept UrbanRebel est présenté au salon de l'automobile de Munich.

### Cupra DarkRebel (2023)

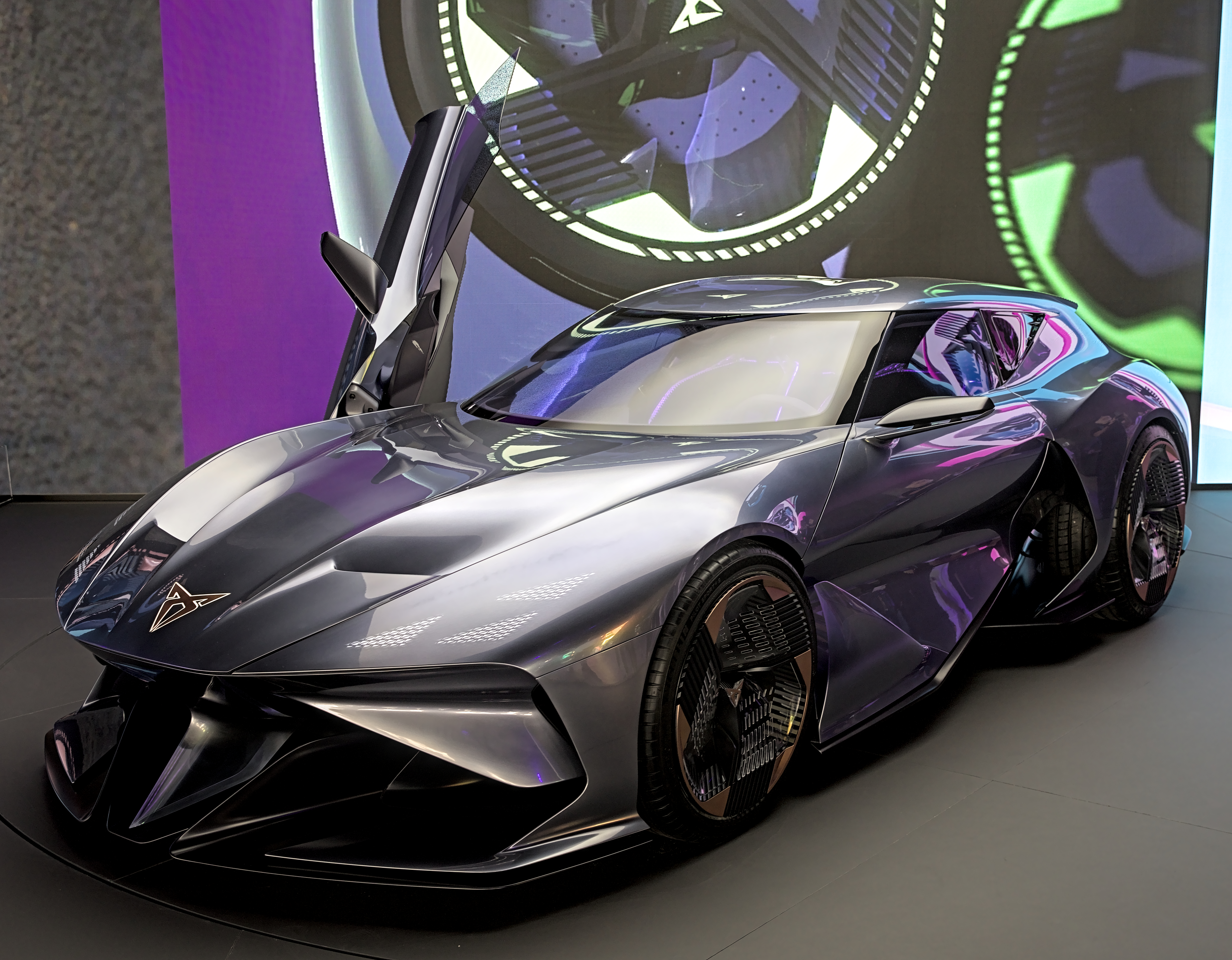
Cupra DarkRebel concept.

Le concept de break de chasse électrique Cupra DarkRebel est présenté en virtuel le 3 mai 2023. Il est présenté en réel au public au salon de l'automobile de Munich 2023